# Ugyan, édes komámasszony
Az Ugyan, édes komámasszony magyar népdal. Dallama Bartay Ede: Pálinkás csárdásában fordult elő 1852-ben. Az egész dal Bartalus István népdalgyűjteményében jelent meg 1873-ban.
Feldolgozások:
| Szerző        | Mire                 | Mű                                              | Előadás |
| ------------- | -------------------- | ----------------------------------------------- | ------- |
| Bartók Béla   | két hegedű           | 44 duó, 26. darab (III. kötet 1.): Párosító (2) | [ 1 ]   |
| Bárdos Lajos  | kétszólamú gyerekkar | Kicsinyek kórusa, I. füzet, 2. dal              | [ 2 ]   |
| Kadosa Pál    | zongora              | Nyolc kis zongoradarab, 6. darab: Scherzando    | [ 4 ]   |
| Petres Csaba  | két furulya          | Tarka madár, 49. kotta                          |         |
| Ludvig József | ének, gitárakkordok  | Kis kacsa fürdik…, 15. oldal                    |         |

## Kotta és dallam
| Ugyan, édes komámasszony, mért kend olyan sovány asszony, hogy tudott így elfogyni? Lám én milyen kövér vagyok, mint a háj, úgy elolvadok ebben a nagy melegben. | Ugyan, édes komámasszony, mért kend olyan kövér asszony, hogy tudott így meghízni? Lám én milyen sovány vagyok, mint a kóró, elszáradok ebben a nagy melegben. |

## Felvételek
- Ugyan édes komámasszony. YouTube (2014. december 6.)  (audió) ének orgonakísérettel
- Ugyan, édes komámasszony. Eszményi Viktória  YouTube (1990. június 28.)  (audió) ének, zenekar